# Scott Pilgrim

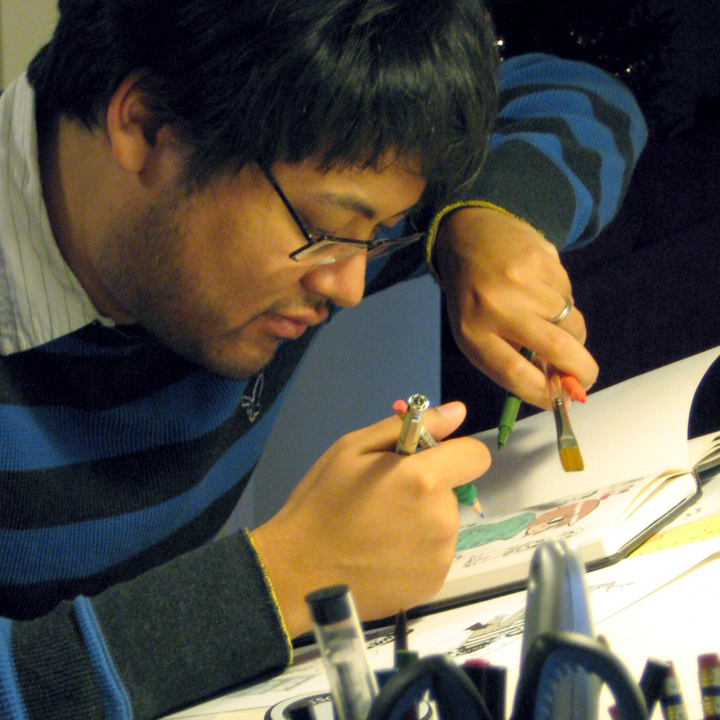
Bryan Lee O'Malley

Scott Pilgrim is een striproman-serie van Bryan Lee O'Malley (1979). Het bestaat uit zes zwart-witte delen, uitgegeven tussen augustus 2004 en juli 2010 door de onafhankelijke stripuitgeverij Oni Press in Portland (Oregon).
De serie gaat over de drieëntwintigjarige Canadees Scott Pilgrim, deeltijds muzikant in de groep Sex Bob-omb, maar bovenal nietsnut. Wanneer hij verliefd wordt op Ramona Flowers moet hij haar zeven kwaadaardige exen verslaan.
Van de stripserie werden de eerste twee delen in het Nederlands gepubliceerd.
De serie werd in 2010 verfilmd onder de titel Scott Pilgrim vs. the World, met in de hoofdrol Michael Cera (1988).
In 2023 werd door Netflix de animatieserie Scott Pilgrim Takes Off uitgebracht, in 8 afleveringen van 30 minuten elk, met scenario van BenDavid Grabinski (1983) en met onder anderen de acteurs Elizabeth Winstead (1984) en Michael Cera.

### Engelstalig
1. Scott Pilgrim's precious little life, Oni Press
2. Scott Pilgrim vs. the world, Oni Press
3. Scott Pilgrim & the infinite sadness, Oni Press
4. Scott Pilgrim gets it together, Oni Press
5. Scott Pilgrim vs. the universe, Oni Press
6. Scott Pilgrim's finest hour, Oni Press